# دینو گراندی
دینو گراندی (انگلیسی: Dino Grandi؛ ۴ ژوئن ۱۸۹۵ – ۲۱ مهٔ ۱۹۸۸) یک سیاست‌مدار، دیپلمات و وکیل اهل ایتالیا بود.